# Uncle Dave Macon
David Harrison Macon dit Uncle Dave Macon (Smartt Station (Tennessee), 7 octobre 1870-Murfreesboro (Tennessee), 22 mars 1952), est un banjoïste, acteur comique, chanteur et compositeur de musique country américain.

## Filmographie

### Cinéma
- 1940 : Grand Ole Opry (en) de Frank McDonald : lui-même